# Апарінки
Апа́рінки (рос. Апаринки) — присілок у складі Ленінського міського округу Московської області, Росія.

## Історія
Перша згадка про присілок датується 25 жовтня 1651 року. З 1815 року з'являється нова назва цього володіння — Видне.

## Населення
Населення — 170 осіб (2010; 52 у 2002).
Національний склад (станом на 2002 рік):
- росіяни — 81 %